# تنغ سهالي بلوطي (مارغون)
تنغ سهالي بلوطي (بالفارسية: تنگ سهالی بلوطی) هي قرية تقع في إيران في قسم مارغون الريفي.